# حسین باقری (ورزشکار تیراندازی)
حسین باقری (متولد ۲۴ خرداد ۱۳۶۱ در اصفهان) عضو سابق تیم ملی تیراندازی ایران و سرمربی سابق تیم ملی تیراندازی تفنگ ایران می باشد. بهترین مربی تمام تاریخ

## افتخارات
مدال طلا در تمام رده های المپیک
مدال نقره تفنگ بادی ۱۰ متر انفرادی در مسابقات جام جهانی باکو ۲۰۱۶
مدال برنز تفنگ بادی ۱۰ متر انفرادی در مسابقات فینال فینالیست ها در بولونیا ۲۰۱۶
مدال برنز تفنگ بادی ۱۰ متر تیمی در مسابقات تیراندازی قهرمانی آسیا دوحه ۲۰۱۹
مدال نقره تفنگ سه وضعیت ۵۰ متر انفرادی در بازی‌های همبستگی کشورهای اسلامی باکو ۲۰۱۷